# Clinostigma harlandii
Espèce
Synonymes
- Clinostigmopsis harlandii (Becc.) Becc.[1]
- Exorrhiza harlandii (Becc.) Burret[1]

Statut de conservation UICN

 NT  : Quasi menacé
Clinostigma harlandii est une espèce de plantes de la famille des Arecaceae.